# Húsavík község
Húsavík község (feröeriül: Húsavíkar kommuna) egy község Feröeren. Sandoy déli részén fekszik. A Føroya Kommunufelag önkormányzati szövetség tagja.

## Történelem
A község jelenlegi formájában 1930-ban jött létre.

## Önkormányzat és közigazgatás

### Települések
| Település | Népesség | Mióta a község része | Előző község        | Megjegyzés         |
| --------- | -------- | -------------------- | ------------------- | ------------------ |
| Dalur     | 37       | 1930                 | Sandoy egyházközség |                    |
| Húsavík   | 65       | 1930                 | Sandoy egyházközség | A község székhelye |
| Skarvanes | 9        | 1930                 | Sandoy egyházközség |                    |

### Polgármesterek
- Jákup Martin Sørensen (2009–)[5]
- Hanus undir Leitinum ( – 2008)[4]

## Népesség
| Év              | Lakosság |
| --------------- | -------- |
| 1986. január 1. | 192      |
| 1991. január 1. | 189      |
| 1996. január 1. | 168      |
| 2001. január 1. | 142      |
| 2006. január 1. | 132      |